# Оденсе
Оденсе (дан. Odense) је трећи по величини град у Данској и највећи град на острву Фин. Град је највећи град покрајине Јужне Данске, где са околним насељима чини једну од општина, Општину Оденсе. Данас Оденсе има око 170 хиљада становника у граду и око 190 хиљада у ширем градском подручју.
Оденсе је познат по свом најпознатијем житељу, чувеном писцу Хансу Кристијану Андерсену.

## Географија
Оденсе се налази у средишњем делу Данске. Од главног града Копенхагена, град је удаљен 165 километара западно.
Рељеф: Оденсе се налази у средишту данског острва Фин. Надморска висина средишта града је око 15 m.
Клима: Клима у Оденсеу је умерено континентална са утицајем Атлантика и Голфске струје.
Воде: Оденсе је спојен са Северним морем, преко канала, који град повезује са Оденским заливом.

## Историја
Оденсе је један од најстаријих данских градова. Основан је 988. Име потиче од речи Odin Vi, што значи Одиново светилиште. У Оденсу се налази гроб Кнута IV (званог и Свети Кнут), па је велики број ходочасника долазио у Оденсе током средњег века. Свети Кнут је светац заштитник Данске. Заваљујући томе Оденсе се развио као други по значају град у држави, што је и остао до савременог доба.
У 16. веку народна скупштина се више пута састајала у Оденсу.
У Оденсеу се налазио Одинов торањ, други торањ по величини у свету (иза Ајфеловог торња). Изграђен је 1935, а дански нацисти су га срушили 1944. У оближњем градићу Мункебо налази се највеће бродоградилиште у Данској.
И поред петогодишње окупације Данске (1940-45.) од стране Трећег рајха град и његово становништво нису много страдали.

## Становништво
| Година       |
| Становништво |
| ------------ |

Данас Оденсе има око 170 хиљада у градским границама и близу 200 хиљада са околним предграђима.
Етнички састав: Становништво Оденсеа је до пре пар деценија било било готово искључиво етнички данско. Међутим, бројни усељеници из страних земља изменили су састав становништва.

## Привреда
Привреда Оденсеа посебно се ослања на велико бродоградилиште, једно од највећих у северној Европи и највеће у Данској.
Окружење Оденсеа је веома развијено пољопривредно подручје, па је у граду и околини развијена и прехрамбена индустрија. Позната је пивара „Албани“.
Саобраћај: Мост Великог Белта је отворен 1997. за железнички и 1998. за друмски саобраћај и повезао је острво Фин са Сјеландом чиме је омогућена бржа веза са Копенхагеном.

## Знаменитости града
- Катедрала Светога Кнута је раније била повезана са оближњим бенедиктинским манастиром. Изграђена је од цигли у готичком стилу, између 1081. и 1093. Поново је грађена у 13. веку. Под олтаром катедрале лежи тело свеца заштитника Данске, Кнута Светога, који је планирао да освоји Енглеску. Убијен је у Оденсу током побуне 1086.[1]
- Палата Оденсе, изградио је краљ Фридрих IV од Данске.
- Музеј Ханс Кристијан Андерсена, кућа која се незванично сматра за место где је славни писац бајки рођен 1805. године.[2] Мало даље се налази друга кућа, где се цела породица преселила две године касније, и где је Ханс Кристијан Андерсен провео своје детињство. Та кућа је такође претворена у мали музеј.[3]
- Финско село (дан. Den Fynske Landsby), чини скупина од 25 објеката саграђених 1946. године, који представљају верне копије грађевина са целог острва Фин, какве су биле у употреби од XVI до XIX века. Неке од стварних грађевина и данас постоје.[4]

## Партнерски градови

### Градови побратими
| - Шаосинг, Кина - Брно, Чешка - Клаксвик, Фарска Острва - Тампере, Финска - Шверин, Немачка - Упернавик, Гренланд - Коупавогир, Исланд - Петах Тиква, Израел - Фунабаши, Јапан - Иксан, Јужна Кореја - Каунас, Литванија | - Гронинген, Холандија - Трондхејм, Норвешка - Катовице, Пољска - Торуњ, Пољска - Норћепинг, Шведска - Естерсунд, Шведска - Измир, Турска - Кијев, Украјина - Сент Олбанс, Уједињено Краљевство - Колумбус, САД |

- Катовице
- Калињинград
- Брно
- Фунабаши
- Гронинген
- Iksan
- Измир
- Каунас
- Кијев
- Клаксвик
- Коупавогир
- Норћепинг
- Естерсунд
- Шверин
- Шаосинг
- Сент Олбанс
- Тампере
- Трондхејм
- Uppernavik
- Џеђанг
- Коламбус
- Петах Тиква
- Norrköping Municipality

## Познате личности
- Ханс Кристијан Андерсен је рођен у Оденсу 2. априла 1805. У граду се налази и његов музеј.
- композитор Карл Нилсен
- краљ Кнут IV (1043. - 1086), познат и као Свети Кнут
- Карл Фридрик Титген, индустријалац, банкар и филантроп. Рођен је 19. марта 1829. у Оденсеу. Основао је прву приватну банку као и фирме Туборг и Даниско.
- Јохане Шмид-Нилсен, политичарка и вођа партије Црвено-зелена коалиција
- Бендт Бендтсен, политичар и члан Европског парламента
- Каролина Возњацки, тенисерка
- Ања Андерсен, бивша рукометашица и тренер

## Галерија
- Градска кућа Оденсеа
- Палата Оденсе
- Катедрала Светога Кнута
- Родна кућа Ханса Кристијана Андерсена
- Градска пешачка улица